# Eliza Meteyard
Eliza Meteyard, Pseudonym Silverpen, (* 21. Juni 1816 in Liverpool; † 4. April 1879 in South Lambeth, London) war eine britische Journalistin und Schriftstellerin. Sie schrieb neben ihren umfangreichen journalistischen Arbeiten, mit denen sie ihren Lebensunterhalt verdiente, Essays, Romane und Biografien sowie insbesondere als Expertin für Wedgwood-Töpferwaren und deren Schöpfer.

## Leben
Eliza Meteyard wurde als drittes Kind und einzige Tochter der sechs Kinder von William Meteyard († 1842), einem Chirurgen, und seiner Frau Margaret, der jüngsten Tochter von Zebedee Beckham, Kaufmann, aus Great Yarmouth. Die Familie zog 1818 nach Shrewsbury. Nach einer schweren Scharlacherkrankung im Jahr 1829 – die möglicherweise zu ihrer späteren Taubheit beitrug – wurde Meteyard zu einer kürzlich verwitweten, kinderlosen Tante nach Thorpe St Andrew in der Nähe von Norwich geschickt. Meteyard begann ihre schreibende Tätigkeit 1833, als sie ihrem ältesten Bruder, einem Zehntbeauftragten, bei der Erstellung seiner Berichte über für East Anglia half. 1842, im Alter von 25 Jahren, verließ sie Norwich, da sie durch den Tod des Vaters auf sich allein gestellt war, und ließ sich in London nieder.
Im Dezember 1843 und April 1844 veröffentlichte Mrs. Christian Isabel Johnstone, die Herausgeberin von Tait's Edinburgh Magazine, den ersten der acht Romane von Eliza Meteyard als Fortsetzungsroman in dieser Zeitschrift. Sie schloss sich der linksliberalen Gemeinschaft um Douglas Jerrold an, der ihr das Pseudonym Silverpen gab, als sie 1845 einen Leitartikel für die erste Ausgabe seines Weekly Newspaper schrieb. Im selben Jahr wurde ihre Tait's-Serie Scenes in the Life of an Authoress, in der es um die Probleme einer aufstrebenden Schriftstellerin ging, die sich zwischen Ehe und Karriere entscheiden musste, als Buch mit dem Titel Struggles for Fame veröffentlicht. 1846 wurden die Quäker-Schriftsteller William und Mary Howitt zu engen Freunden, und mit ihrer Hilfe wurde Eliza eine produktive Mitarbeiterin von linksliberalen Wochenzeitschriften wie Howitt's Journal (1847-8), Eliza Cook's Journal (1848-9), People's Journal und Chambers's Journal (beide 1846), Cassell's Journal (1849–52), Ladies' Journal (1855-7), The Home Companion (1846) und Everybody's Journal (1860) sowie von Monatszeitschriften wie Tait's. Meteyard schrieb zum Beispiel über die Rolle der Frau in der Emigration, Jugendverderbtheit oder Omnibusfahrer. Ihre Auffassung von Prostitution basierte auf Recherchen in Polizei- und Gefängnisberichten. Ihr Journalismus war eine frühe Form von „investigativem Journalismus“.
1850 erschien trotz der ununterbrochenen Zeitungsarbeit der zweite Roman, The Doctor's Little Daughter, der wahrscheinlich Autobiografisches aus ihrer Kindheit widerspiegelt. Ihre beliebtesten Romane waren Mainstone's House Keeper, 1860, und Lady Herbert's Gentle-woman, 1862. Zwischen 1850 und 1878 schrieb sie eine Reihe von Geschichten und Romanen für Kinder. Ihr Mädchenroman Dora and Her Papa ist ein lebendiger Bericht über das Leben eines Kindes unter Antiquitätenhändlern im Derbyshire Peak District.
1862 wandte sich Meteyard mit Hallowed Spots of Ancient London und 1865–6 mit ihrem zweibändigen Werk Life of Josiah Wedgwood dem Sachbuch zu. Sie nutzte die von Joseph Mayer gesammelten Wedgwood-Papiere; außerdem würdigte sie die Hilfe von Bennett Woodcroft und Samuel Smiles. Diesem Werk folgte 1871 A Group of Englishmen (1795-1815), being Records of the younger Wedgwoods and their Friends. 1875 schrieb sie The Wedgwood Handbook, a Manual for Collectors, und steuerte die Buchdruckbeschreibungen zu Wedgwood and his Works (1873), Memorials of Wedgwood (1874), Choice Examples of Wedgwood Ware (1879) und einem Catalogue of Wedgwood Manufactures bei.
Sie setzte sich für die Bildung von Frauen ein und engagierte sich im Whittington Club, einem Gesellschafts- und Debattierclub, in dem nur gebildete Frauen aus der unteren Mittelschicht Vollmitglied werden konnten.
Meteyard starb 1879 in South Lambeth. Einige Jahre lang hatte sie eine Pension aus der Zivilliste bezogen. Ein Marmormedaillon von ihr wurde von Giovanni Fontana geschaffen und gehörte einst ihrem Freund Joseph Mayer, der ihr bei der Herausgabe des Life of Wedgwood geholfen hatte.